# Duquesne Spy Ring
El Duquesne Spy Ring («Anillo de espionaje de Duquesne») es el caso de espionaje más grande en la historia de Estados Unidos que resultó en condenas. Un total de 33 miembros de una red de espionaje de la Alemania nazi, encabezada por Frederick "Fritz" Duquesne, fueron condenados después de una extensa investigación llevada a cabo por el Federal Bureau of Investigation (FBI). De los acusados, 19 se declararon culpables. Los restantes 14 fueron llevados a juicio por jurado en el Tribunal de Distrito Federal, Brooklyn, Nueva York, el 3 de septiembre de 1941; todos fueron declarados culpables el 13 de diciembre de 1941. El 2 de enero de 1942, los miembros del grupo fueron sentenciados a cumplir un total de más de 300 años de prisión.
Los agentes que formaron el Anillo de Duquesne fueron colocados en puestos clave en Estados Unidos para obtener información que pudiera ser utilizada en caso de guerra y para llevar a cabo actos de sabotaje: uno abrió un restaurante y utilizó su posición para obtener información de sus clientes; otro trabajó en una aerolínea para informar sobre barcos aliados que cruzaban el Océano Atlántico; otros trabajaron como repartidores como fachada para transportar mensajes secretos.
William G. Sebold, quien fue chantajeado para convertirse en espía para Alemania, se convirtió en un doble agente y ayudó al FBI a recopilar pruebas. Durante casi dos años, el FBI operó una estación de radio de onda corta en Nueva York para el anillo. Así obtuvieron información sobre lo que Alemania enviaba a sus espías en Estados Unidos y controlaron lo que se enviaba a Alemania. El éxito de Sebold como agente de contrainteligencia se demostró con la exitosa prosecución de los agentes alemanes.
Un maestro espía alemán comentó más tarde que la redada del anillo entregó "el golpe de gracia" a sus esfuerzos de espionaje en Estados Unidos. El director del FBI, J. Edgar Hoover, llamó a su operación conjunta sobre el anillo de Duquesne la mayor redada de espías en la historia de Estados Unidos.
La película de 1945 The House on 92nd Street fue una versión apenas disfrazada de la saga del Anillo de Espionaje de Duquesne de 1941.

## Agentes del FBI

### William Sebold (doble agente)

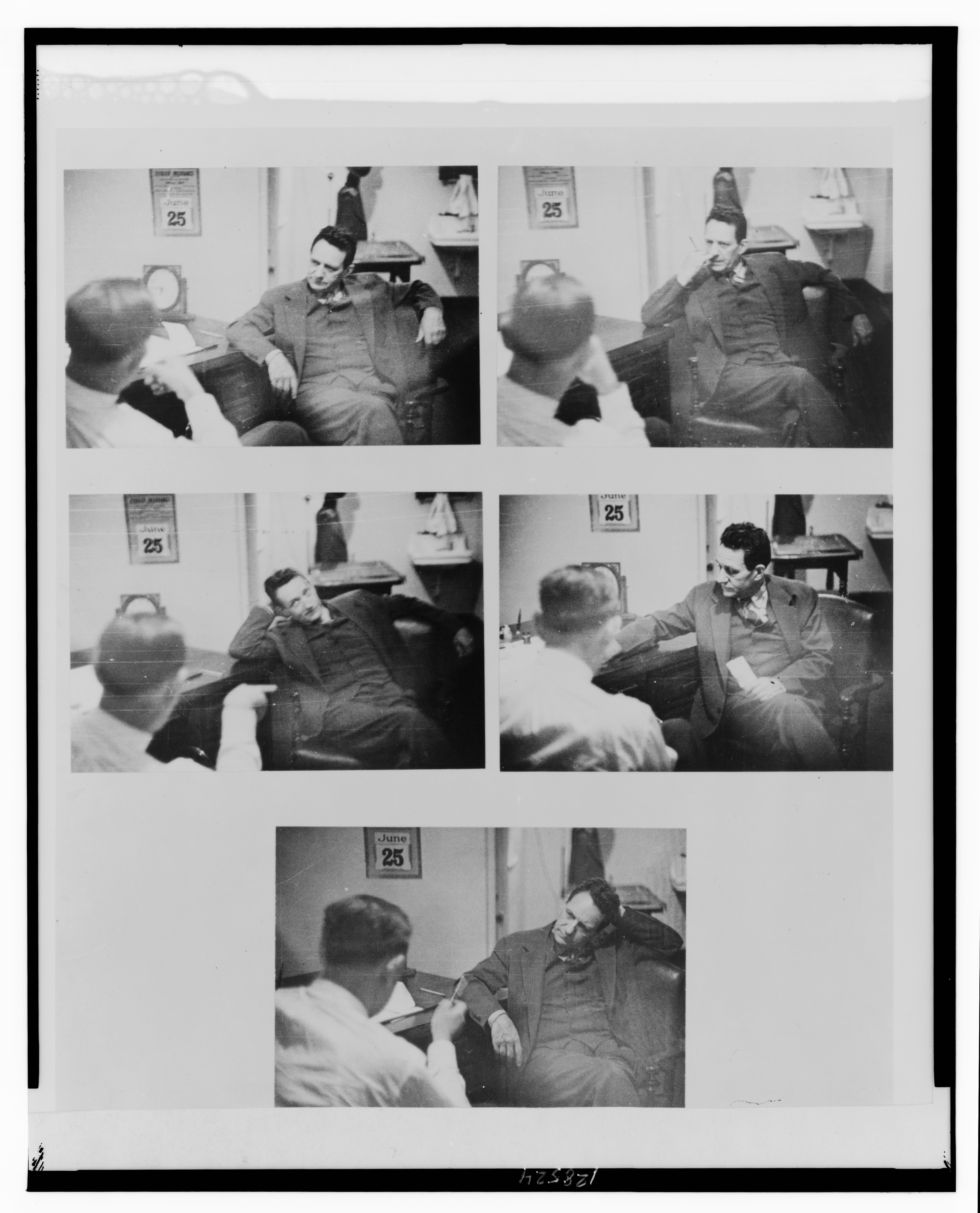
Duquesne en la oficina de Harry Sawyer (también conocido como William Sebold), FBI, 25 de junio de 1941

Después de las condenas del Anillo de Espionaje de Duquesne, Sebold recibió una nueva identidad y comenzó una granja de pollos en California.
Empobrecido y delirante, fue internado en el Napa State Hospital en 1965. Diagnosticado con manía depresiva, falleció allí de un ataque al corazón cinco años después, a los 70 años. Su historia de vida como doble agente fue contada por primera vez en el libro de 1943 Passport to Treason: The Inside Story of Spies in America por Alan Hynd.

### James Ellsworth
El Agente Especial Jim Ellsworth fue asignado como el manejador o acompañante de Sebold, responsable de seguir todos sus movimientos durante los 16 meses de la investigación.

### William Gustav Friedemann
William Gustav Friedemann fue un testigo principal en el caso de Duquesne. Comenzó a trabajar para el FBI como analista de huella dactilar en 1935 y más tarde se convirtió en agente después de identificar una huella dactilar crucial en un caso de secuestro.
Después de la Segunda Guerra Mundial, fue asignado a Puerto Rico, donde identificó al grupo detrás del intento de asesinato del presidente Harry Truman. Friedemann falleció de cáncer el 23 de agosto de 1989 en Stillwater, Oklahoma.

## Miembros condenados del Anillo de Espionaje de Duquesne

### Fritz Duquesne
Nacido en Colonia del Cabo, Sudáfrica, el 21 de septiembre de 1877, y naturalizado ciudadano de los Estados Unidos en 1913, Fritz Joubert Duquesne fue capitán en la segunda guerra bóer y luego coronel en la Abwehr, la división de inteligencia militar de Alemania.
Duquesne fue capturado y encarcelado tres veces por los británicos, una vez por los portugueses y una vez por los estadounidenses en 1917, escapando cada vez. Durante la Primera Guerra Mundial, fue espía y líder de anillos para Alemania, sabotaje barcos mercantes británicos en América del Sur con bombas ocultas y destruyó varios. A Duquesne también se le ordenó asesinar a un estadounidense, Frederick Russell Burnham, Jefe de Exploradores del Ejército Británico, pero no lo logró. Se le conocía como "El hombre que mató a Kitchener" ya que afirmó haber saboteado y hundido al HMS Hampshire, en el que viajaba Lord Kitchener rumbo a Rusia en 1916.
En la primavera de 1934, Duquesne se convirtió en oficial de inteligencia para la Orden del 76, una organización estadounidense pro-nazi, y en enero de 1935 comenzó a trabajar para la Works Progress Administration del gobierno estadounidense. El almirante Wilhelm Canaris, jefe de la Abwehr, conocía a Duquesne por su trabajo en la Primera Guerra Mundial y le instruyó a su nuevo jefe de operaciones en los EE. UU., el Coronel Nikolaus Ritter, a establecer contacto. Ritter había sido amigo de Duquesne en 1931 y los dos espías se reencontraron en Nueva York el 3 de diciembre de 1937.
El 8 de febrero de 1940, Ritter envió a Sebold, bajo el alias de Harry Sawyer, a Nueva York y le instruyó para establecer una estación de transmisión de radio de onda corta y contactar a Duquesne, alias DUNN.
Una vez que el FBI descubrió a través de Sebold que Duquesne estaba nuevamente en Nueva York operando como espía alemán, el director J. Edgar Hoover proporcionó una sesión informativa de antecedentes al presidente Franklin Roosevelt. El agente del FBI Raymond Newkirk, usando el nombre de Ray McManus, ahora estaba asignado a DUNN y alquiló una habitación justo encima del apartamento de Duquesne cerca de Central Park y usó un micrófono oculto para grabar las conversaciones de Duquesne. Sin embargo, monitorear las actividades de Duquesne resultó ser difícil. Como lo describió Newkirk, "El Duque había sido espía toda su vida y automáticamente usaba todos los trucos del libro para evitar que lo siguieran... Tomaría un tren local, cambiaría a un expreso, volvería a cambiar a un local, pasaría por una puerta giratoria y continuaría girando, tomaría un ascensor hasta un piso más arriba, bajaría, volvería a pie hasta el suelo y saldría por otra entrada del edificio." Duquesne también informó a Sebold que estaba seguro de estar bajo vigilancia, e incluso confrontó a un agente del FBI exigiéndole que dejara de seguirlo, una historia confirmada por el agente Newkirk.
En una carta al Servicio de Guerra Química en Washington D. C., Duquesne solicitó información sobre una nueva máscara de gas. Se identificó como un "escritor y conferencista conocido, responsable y respetable". Al pie de la carta, escribió: "No se preocupen si esta información es confidencial, porque estará en manos de un buen ciudadano patriótico". Poco después, la información solicitada llegó por correo y una semana después estaba siendo leída por oficiales de inteligencia en Berlín.
Duquesne fue encontrado culpable de espionaje y sentenciado a 18 años de prisión. Recibió una pena concurrente de dos años y fue multado con $2,000 por violar el Foreign Agents Registration Act. Duquesne cumplió su condena en la Penitenciaría Federal de Leavenworth en Kansas, donde fue maltratado y golpeado por otros reclusos. En 1954, fue liberado debido a su mala salud, después de haber cumplido 14 años, y murió indigente en el Hospital City en la Isla del Bienestar (ahora Roosevelt Island), en la ciudad de Nueva York, el 24 de mayo de 1956, a la edad de 78 años.

### Paul Bante
Nacido en Alemania, Paul Bante sirvió en el Ejército Alemán durante la Primera Guerra Mundial. En 1930 llegó a los Estados Unidos, donde se naturalizó en 1938. Bante, exmiembro del German American Bund, afirmó que entró en contacto con el agente Paul Fehse debido a sus vínculos con Ignatz Theodor Griebl. Antes de huir de los Estados Unidos hacia Alemania, Griebl fue acusado de pertenecer a un anillo de espionaje nazi junto con el Rumrich spy ring. Bante ayudó a Fehse a obtener información sobre barcos que partían hacia Gran Bretaña cargados con suministros de guerra. Como agente de la Gestapo, se suponía que debía fomentar el descontento entre los sindicalistas. Sebold se encontró con Bante en el restaurante Little Casino, que era frecuentado por los miembros del anillo. Durante una de estas reuniones, Bante habló sobre cómo fabricar un detonador de bomba, después de lo cual más tarde entregó dinamita y detonadores a Sebold.
Bante se declaró culpable de violar el Acta de Registro. Fue condenado a 18 meses de prisión y multado con $1000.

### Max Blank
Max Blank llegó a los Estados Unidos desde Alemania en 1928. A pesar de que nunca se convirtió en ciudadano estadounidense, Blank encontró empleo en la ciudad de Nueva York, trabajando en una biblioteca alemana y en una librería que atendía principalmente a la comunidad y el comercio alemán.
Paul Fehse, una figura clave en este caso, informó a Alemania que Blank, quien estaba familiarizado con varios miembros de la red de espías, podría obtener información valiosa, pero carecía de los fondos necesarios para hacerlo. Posteriormente, Fehse y Blank se reunieron con Sebold en su oficina, donde le informaron que Blank podía conseguir detalles sobre tanques de gasolina para aviones con autosellado de caucho, así como un nuevo dispositivo de frenado para aviones, de un amigo que trabajaba en un astillero. Sin embargo, necesitaba dinero para obtener dicha información.
La participación de Blank en actividades de espionaje no pasó desapercibida para las autoridades estadounidenses. Tras ser descubierto y procesado, Blank se declaró culpable de violar el Acta de Registro de Extranjeros. Fue condenado a 18 meses de prisión y se le impuso una multa de 1000 dólares.

### Alfred E. Brokhoff
Alfred E. Brokhoff, nativo de Alemania, emigró a los Estados Unidos en 1923. Se naturalizó como ciudadano estadounidense en 1929, integrándose así completamente en la sociedad estadounidense. Antes de su arresto, trabajó como mecánico para la compañía United States Lines en la ciudad de Nueva York durante 17 años. Su empleo en los muelles le permitió conocer a casi todos los demás agentes de su grupo, quienes trabajaban como marineros en diversos barcos.
Durante su tiempo en Nueva York, Brokhoff utilizó su posición y conexiones para colaborar estrechamente con agentes alemanes. Ayudó a Fehse, otro agente alemán, a obtener información crucial sobre las fechas de salida y los cargamentos de los buques que se dirigían a Inglaterra. Además, facilitó la transmisión de esta información a Alemania, poniendo en riesgo la seguridad de las operaciones aliadas durante un periodo crítico. George V. Leo Waalen, otro agente alemán, confirmó que también había recibido información de Brokhoff para transmitirla a Alemania.
El espionaje de Brokhoff no pasó desapercibido por las autoridades estadounidenses. Tras ser descubierto y llevado a juicio, fue condenado por violación de las leyes de espionaje y por no cumplir con el Acta de Registro de Extranjeros. La sentencia dictada fue severa: cinco años de prisión por espionaje y dos años adicionales, a cumplirse de manera concurrente, por violar el Acta de Registro.

### Heinrich Clausing
En septiembre de 1934, Heinrich Clausing, nacido en Alemania, llegó a los Estados Unidos, donde se naturalizó en 1938. Alrededor de 1938, Heine fue reclutado para encontrar secretos de la industria automotriz y aeronáutica estadounidense que pudieran ser transmitidos a Alemania a través del Anillo de Espionaje Duquesne. Más tarde se descubrió que Heine también era el misterioso "Heinrich" que proporcionaba al anillo de espionaje fotografías aéreas.
Después de obtener libros técnicos relacionados con aleaciones de magnesio y aluminio, Heine envió los materiales a Heinrich Eilers. Para asegurar la entrega segura de los libros a Alemania en caso de que no llegaran a Eilers, Heine indicó como dirección de retorno en el paquete la dirección de Lilly Stein.
Clausing se declaró culpable de espionaje y fue condenado a 8 años de prisión. También recibió una condena simultánea de dos años y fue multado con $5,000 por violar el Acta de Registro.

### Paul Fehse
En 1934, Fehse dejó Alemania y se trasladó a los Estados Unidos, donde se naturalizó en 1938. Desde que emigró, trabajó como cocinero a bordo de barcos que navegaban desde el puerto de Nueva York. Fehse fue una de las fuerzas principales en el anillo de espionaje. Organizaba reuniones, dirigía las actividades de los miembros, coordinaba la información desarrollada y organizaba su transmisión a Alemania, principalmente a través de Sebold. Fehse, entrenado para el trabajo de espionaje en Hamburgo, afirmaba que dirigía la División Marina del sistema de espionaje nazi en los Estados Unidos.
Al volverse nervioso, Fehse hizo planes para abandonar el país. Obtuvo un puesto en el SS Siboney, que tenía previsto zarpar desde Hoboken, Nueva Jersey, hacia Lisboa, el 29 de marzo de 1941. Planeaba desertar en Lisboa y regresar a Alemania. Sin embargo, antes de poder partir, Fehse fue arrestado por el FBI. Tras su arresto, admitió haber enviado cartas a Italia para su transmisión a Alemania, así como informar sobre los movimientos de los barcos británicos. Fehse se declaró culpable de violar el Acta de Registro y fue condenado a un año y un día de prisión. Más tarde se declaró culpable de espionaje y fue condenado a 15 años de prisión.

### Gustav Wilhelm Kärcher
Kärcher emigró de Alemania a los Estados Unidos en 1923 y se naturalizó en 1931. Sirvió en el Ejército Alemán durante la Primera Guerra Mundial y fue líder del German American Bund en Nueva York. Durante sus visitas a Alemania, Kärcher fue visto usando el uniforme de oficial del Ejército Alemán. En el momento de su arresto, estaba trabajando en el diseño de centrales eléctricas para una empresa de gas y electricidad en la ciudad de Nueva York. Kärcher fue arrestado junto con Paul Scholz, quien acababa de entregarle una tabla con letras de llamada y frecuencias para transmitir información a Alemania por radio.
Después de declararse culpable de violar el Acta de Registro, Kärcher fue condenado a 22 meses de prisión y multado con $2000.

### Herman W. Lang
Herman W. Lang participó en el Putsch de la Cervecería en 1923. Emigró a los Estados Unidos en 1927.
Hasta su arresto, Lang, un mecánico y delineante, trabajaba como inspector de montaje en la Carl L. Norden Corp., que fabricaba el bombo de mira Norden, clasificado como top secret. En octubre de 1937 se reunió con Ritter y le informó que tenía acceso nocturno a dibujos clasificados y los copiaba en su cocina en casa mientras su familia dormía. Luego ocultaba los planos en una funda de madera para un paraguas y, el 9 de enero de 1938, entregó personalmente el paraguas a un camarero alemán y mensajero secreto en el barco SS Reliance con destino a Bremen. Por esto recibió $1500. Sin embargo, no pudo copiar todos los planos, por lo que Ritter tuvo que invitarlo a Alemania para completar un modelo, donde fue recibido por Hermann Göring en persona.
El bombo de mira Norden fue considerado un instrumento crítico durante la guerra por las United States Army Air Forces, y los bombarderos estadounidenses debían prestar juramento durante su entrenamiento afirmando que defenderían su secreto con su propia vida, si fuera necesario. El Lotfernrohr 3 y el BZG 2 en 1942 utilizaban un conjunto similar de giroscopios que proporcionaban una plataforma estabilizada para que el bombardero apuntara, aunque la interacción más compleja entre el bombo de mira y el piloto automático no se utilizó. Más tarde en la guerra, los bombarderos de la Luftwaffe utilizaron el Carl Zeiss Lotfernrohr 7, o Lotfe 7, que tenía un sistema mecánico avanzado similar al bombo de mira Norden, pero era mucho más fácil de operar y mantener. En un momento dado, Sebold recibió la orden de contactar a Lang cuando se supo que la tecnología que había robado de Norden se estaba utilizando en los bombarderos alemanes. Los nazis ofrecieron llevarlo a salvo a Alemania, pero Lang se negó a abandonar su hogar en Ridgewood, Queens.
Tras ser condenado, Lang recibió una sentencia de 18 años de prisión por cargos de espionaje y una pena concurrente de dos años bajo el Acta de Registro. Fue puesto en libertad y deportado a Alemania en septiembre de 1950.

### Evelyn Clayton Lewis
Evelyn Clayton Lewis, originaria de Arkansas, se trasladó a la ciudad de Nueva York, donde convivía con Fritz Duquesne, un conocido espía. Durante su relación con Duquesne, Lewis expresó abiertamente sus sentimientos antibritánicos y antisemitas, apoyando tácitamente las actividades de espionaje de Duquesne.
Aunque Lewis no participó activamente en la obtención de información para Alemania, desempeñó un papel crucial en la preparación de material que Duquesne transmitía al extranjero. Su conocimiento y aprobación de las actividades de espionaje de Duquesne la implicaron directamente en la red de espionaje.
Después de ser descubierta, Evelyn Clayton Lewis se declaró culpable de violar el Acta de Registro de Extranjeros. Fue sentenciada a cumplir un año y un día de prisión, reflejando la gravedad de su complicidad en actividades que ponían en riesgo la seguridad nacional.
La historia de Evelyn Clayton Lewis ilustra cómo las ideologías personales y las relaciones pueden influir en la participación en actividades traicioneras. Su condena subraya las consecuencias legales y morales de apoyar y facilitar el espionaje, destacando la importancia de la lealtad y la integridad en tiempos de conflicto.

### Rene Emanuel Mezenen
Rene Emanuel Mezenen, un francés, afirmó la ciudadanía estadounidense a través de la naturalización de su padre. Antes de su arresto, trabajaba como camarero en el servicio transatlántico de Clippers de Pan American.
El Servicio de Inteligencia Alemán (Abwehr) en Lisboa, Portugal, solicitó a Mezenen actuar como mensajero, transmitiendo información entre Estados Unidos y Portugal en sus viajes regulares en avión comercial. Como camarero, podía entregar documentos de Nueva York a Lisboa en 24 horas. Aceptó esta oferta por motivos financieros. Durante los vuelos por el Atlántico, Mezenen informaba sobre los convoyes que navegaban hacia Inglaterra. También se involucró en el contrabando de platino desde Estados Unidos a Portugal. Cuando discutió su papel de mensajero con el agente Sebold, Mezenen presumió que ocultaba las cartas de espionaje tan bien que si las encontraban, habría tomado dos o tres semanas reparar el avión.
Después de declararse culpable, Mezenen fue condenado a 8 años de prisión por espionaje. Recibió una condena simultánea de dos años por violar el Acta de Registro.

### Carl Reuper
Habiendo llegado a Estados Unidos desde Alemania en 1929, Carl Reuper se convirtió en ciudadano en 1936. Antes de su arresto, trabajaba como inspector para la Westinghouse Electric Company en Newark, Nueva Jersey. Anteriormente, había trabajado como mecánico para la Air Associates Company en Bendix, Nueva Jersey.
Reuper obtuvo fotografías relacionadas con materiales y construcción de defensa nacional para Alemania, que obtuvo de su empleo. Organizó contacto por radio con Alemania a través de la estación establecida por Felix Jahnke. En una ocasión, consultó con Sebold sobre las instalaciones de este último para comunicarse con las autoridades alemanas. Después de ser condenado en el juicio, Reuper fue sentenciado a 16 años de prisión por cargos de espionaje y recibió una condena simultánea de dos años bajo el Acta de Registro.

### Everett Minster Roeder
Nacido en el Bronx, Nueva York, Everett Minster Roeder era hijo de un célebre instructor de piano, Carl Roeder. Niño prodigio, a los 15 años se matriculó en ingeniería en la Universidad Cornell, donde conoció a los hermanos Edward y Elmer Sperry; sin embargo, abandonó la escuela a los 18 años para casarse con su novia embarazada. Fue uno de los primeros empleados en la Sperry Gyroscope Company, donde trabajó como ingeniero y diseñador de materiales confidenciales para el Ejército y la Marina de los Estados Unidos. Como experto en giroscopios en contratos militares estadounidenses, Roeder construyó máquinas como dispositivos de seguimiento para cañones de largo alcance capaces de alcanzar blancos móviles a 10 millas (16,1 km) de distancia, sistemas de piloto automático y vuelo ciego para aeronaves, estabilizadores de barcos y reflectores antiaéreos.
Sebold había entregado instrucciones de microfotografía a Roeder, por orden de las autoridades alemanas. Roeder y Sebold se reunían en lugares públicos y luego se trasladaban a sitios donde podían hablar en privado. En 1936, Roeder visitó Alemania y las autoridades alemanas le pidieron que actuara como agente de espionaje. Principalmente debido a las recompensas monetarias que recibiría, Roeder aceptó.
Entre los secretos de desarrollo de Sperry que Roeder reveló estaban los planos de la instrumentación de radio completa del nuevo bombardero Glenn Martin, dibujos clasificados de telémetros, instrumentos de vuelo ciego, un indicador de viraje y banco, una brújula para navegadores, un diagrama de cableado del bombardero Lockheed Hudson, y diagramas de los montajes de armas del Hudson. Además, la Abwehr obtuvo de Roeder los planos de un dispositivo avanzado de piloto automático que más tarde se utilizó en cazas y bombarderos de la Luftwaffe. En el momento de su arresto, Roeder tenía 16 armas en su casa de Long Island, Nueva York.
Roeder se declaró culpable de espionaje y fue condenado a 16 años de prisión. En 1949, Roeder publicó su libro Formulas in plane triangles.

### Paul Alfred W. Scholz
De origen alemán, Paul Scholz llegó a los Estados Unidos en 1926 pero nunca obtuvo la ciudadanía. Había trabajado en librerías alemanas en la ciudad de Nueva York, donde difundía propaganda nazi.
Scholz había organizado para que Josef Klein construyera el equipo de radio utilizado por Felix Jahnke y Axel Wheeler-Hill. En el momento de su arresto, Scholz acababa de entregar a Gustav Wilhelm Kaercher una lista de letras de llamada y frecuencias de radio. También animaba a los miembros de este anillo de espionaje a obtener datos para Alemania y organizaba contactos entre varios agentes alemanes.
Después de ser condenado en juicio, Scholz fue sentenciado a 16 años de prisión por espionaje y recibió una pena concurrente de dos años bajo la Ley de Registro.

### George Gottlob Schuh
George Gottlob Schuh, originario de Alemania, llegó a los Estados Unidos en 1923. Se naturalizó en 1939 y trabajaba como carpintero.
Como agente alemán, enviaba información directamente a la Gestapo en Hamburgo desde los Estados Unidos. Schuh proporcionó a Alfred Brokhoff información de que Winston Churchill había llegado a los Estados Unidos en el HMS King George V. También suministraba información a Alemania sobre el movimiento de barcos que transportaban materiales y suministros a Gran Bretaña.
Tras declararse culpable por violar la Ley de Registro, Schuh recibió una condena de 18 meses de prisión y una multa de $1000.

### Erwin Wilhelm Siegler
Erwin Wilhelm Siegler llegó a los Estados Unidos desde Alemania en 1929 y obtuvo la ciudadanía en 1936. Había sido carnicero principal en el SS America (1940) hasta que fue tomado por la Marina de los Estados Unidos.
Como correo, Siegler llevó instrucciones microfotográficas a Sebold de las autoridades alemanas en una ocasión. También había traído $2,900 de contactos alemanes en el extranjero para pagar a Lilly Stein, Duquesne y Roeder por sus servicios y para comprar una mira de bomba. Se desempeñó en el grupo de espionaje como organizador y contacto, y también obtuvo información sobre el movimiento de barcos y preparativos de defensa militar en el Canal de Panamá.
Después de ser condenado en juicio, Siegler fue sentenciado a 10 años de prisión por espionaje y a una pena concurrente de dos años por violar la Ley de Registro.

### Oscar Richard Stabler
Nacido en Alemania, Oscar Richard Stabler llegó a los Estados Unidos en 1923 y se naturalizó en 1933. Había trabajado principalmente como barbero a bordo de barcos transoceánicos. En diciembre de 1940, las autoridades británicas en Bermuda encontraron en su posesión un mapa de Gibraltar. Fue detenido por un breve período antes de ser liberado. Como estrecho colaborador de Conradin Otto Dold, Stabler actuaba como correo, transmitiendo información entre agentes alemanes en los Estados Unidos y contactos en el extranjero.
Stabler fue condenado y sentenciado a cinco años de prisión por espionaje y a una pena concurrente de dos años bajo la Ley de Registro.

### Heinrich Stade
Heinrich Stade llegó a los Estados Unidos desde Alemania en 1922 y se naturalizó en 1929. Había sido músico y agente de publicidad en Nueva York. Le dijo al agente Sebold que había estado en la Gestapo desde 1936 y se jactaba de saber todo en el negocio del espionaje.
Stade había facilitado el contacto de Paul Bante con Sebold y había transmitido datos a Alemania sobre puntos de encuentro para convoyes que transportaban suministros a Inglaterra.
Stade fue arrestado mientras tocaba en la orquesta de una posada en Long Island, Nueva York. Después de declararse culpable por violar la Ley de Registro, Stade fue multado con $1,000 y recibió una sentencia de 15 meses de prisión.

### Lilly Barbara Carola Stein
Nacida en Viena, Stein era una inmigrante judía que escapó en 1939 con la ayuda de un diplomático estadounidense en Viena, el Vicecónsul Ogden Hammond Jr. Más tarde conoció a Hugo Sebold, el instructor de espionaje que había entrenado a William Sebold (los dos hombres no estaban relacionados) en Hamburgo, Alemania. Se inscribió en esta escuela y fue enviada a los Estados Unidos a través de Suecia en 1939.
En Nueva York, trabajó como modelo de artistas y se decía que frecuentaba los círculos sociales de la ciudad. Como agente alemana, su misión era encontrar objetivos en los clubes nocturnos de Nueva York, dormir con estos hombres y tratar de chantajearlos u ofrecerles otros incentivos para que revelaran secretos valiosos. Un agente del FBI la describió como una "ninfómana atractiva". Stein fue una de las personas a quienes Sebold recibió instrucciones de entregar microfotografías a su llegada a los Estados Unidos. Se reunía frecuentemente con Sebold para proporcionarle información que sería transmitida a Alemania, y su dirección fue utilizada como dirección de retorno por otros agentes al enviar datos a Alemania.
Stein se declaró culpable y fue sentenciada a 10 años de prisión por espionaje y a una pena concurrente de dos años por violar la Ley de Registro. Después de su liberación, se fue a Francia donde encontró empleo en un resort de lujo cerca de Estrasburgo.

### Franz Joseph Stigler
En 1931, Franz Joseph Stigler dejó Alemania para ir a los Estados Unidos, donde se naturalizó en 1939. Había trabajado como miembro de la tripulación y panadero principal a bordo de barcos estadounidenses hasta su baja del SS America (1939) cuando la Armada de los Estados Unidos convirtió ese barco en USS West Point. Su compañero constante era Erwin Siegler, y operaban como correos transmitiendo información entre agentes alemanes en los Estados Unidos y en el extranjero. Stigler intentó reclutar operadores de radio aficionados en los Estados Unidos como canales de comunicación con estaciones de radio alemanas. También había observado e informado sobre preparativos de defensa en la Zona del Canal de Panamá y se había reunido con otros agentes alemanes para asesorarles en sus actividades de espionaje. En enero de 1941, Stigler pidió al agente Sebold que radioara a Alemania que el primer ministro Winston Churchill había llegado secretamente a los EE. UU. en el HMS King George V (41) con Lord Halifax.
Tras ser condenado, Stigler fue sentenciado a cumplir 16 años de prisión por cargos de espionaje con dos años concurrentes por violaciones al registro.

### Erich Strunck
Marinero a bordo de los barcos de las United States Lines desde su llegada a Estados Unidos, Erich Strunck llegó a los Estados Unidos desde Alemania en 1927. Se naturalizó como ciudadano en 1935. Como correo, Strunck llevaba mensajes entre agentes alemanes en Estados Unidos y Europa. Solicitó autorización para robar la bolsa diplomática de un oficial británico que viajaba en su barco y deshacerse de él empujándolo por la borda. Sebold lo convenció de que sería demasiado arriesgado hacerlo.
Strunck fue condenado y sentenciado a cumplir 10 años de prisión por cargos de espionaje. También recibió una sentencia concurrente de dos años por violación de la Ley de Registro.

### Leo Waalen
Leo Waalen nació en Danzig, Alemania. Entró en Estados Unidos "saltando del barco" alrededor de 1935. Trabajaba como pintor para una pequeña empresa de barcos que construía embarcaciones pequeñas para la Marina de los Estados Unidos.
Waalen recopiló información sobre barcos que navegaban hacia Inglaterra. También obtuvo un folleto confidencial emitido por el FBI que contenía precauciones a tomar por plantas industriales para proteger materiales de defensa nacional contra sabotajes. Aseguró contratos gubernamentales que detallaban especificaciones de materiales y equipos, así como cartas marítimas detalladas de la costa atlántica de los Estados Unidos.
En mayo de 1941, el SS Robin Moor transportaba nueve oficiales, 29 tripulantes, siete u ocho pasajeros y una carga comercial desde Nueva York a Mozambique vía Sudáfrica, sin un convoy protector. El 21 de mayo, el barco fue detenido por el U-69 en el Atlántico tropical a 750 millas (1207,0 km; 651,7 nmi) al oeste del puerto controlado por los británicos de Freetown, Sierra Leona. Aunque el SS Robin Moor llevaba la bandera de un país neutral, al oficial de cubierta se le informó por la tripulación del U-boat que habían decidido "atacarla". Después de un breve período para que la tripulación y los pasajeros del barco subieran a sus cuatro botes salvavidas, el U-boat disparó un torpedo y luego bombardeó el barco vacío. Una vez que el barco se hundió, la tripulación del submarino se acercó al bote salvavidas del Capitán W.E. Myers, le dejó cuatro latas de pan de imitación y dos latas de mantequilla, y explicó que el barco había sido hundido porque llevaba suministros al enemigo de Alemania. En octubre de 1941, los fiscales federales presentaron testimonios de que Waalen, uno de los catorce hombres acusados que se declararon no culpables de todos los cargos, había proporcionado la fecha de navegación del SS Robin Moor para ser transmitida por radio a Alemania, cinco días antes de que el barco iniciara su último viaje.
Después de su condena, Waalen fue sentenciado a cumplir 12 años de prisión por espionaje y a un término concurrente de dos años por violación de la Ley de Registro.

### Adolf Henry August Walischewski
De nacionalidad alemana, Walischewski había sido marinero desde su madurez. Se naturalizó como ciudadano en 1935. Walischewski se involucró en el sistema de espionaje alemán a través de Paul Fehse. Sus deberes se limitaban a ser mensajero, llevando datos de agentes en Estados Unidos a contactos en el extranjero.
Tras su condena, Walischewski recibió una sentencia de cinco años de prisión por cargos de espionaje, así como un término concurrente de dos años bajo la Ley de Registro.

### Else Weustenfeld
Else Weustenfeld llegó a los Estados Unidos desde Alemania en 1927 y se convirtió en ciudadana 10 años después. Desde 1935 hasta su arresto, fue secretaria de un bufete de abogados que representaba al Consulado Alemán en la ciudad de Nueva York.
Weustenfeld estaba completamente familiarizada con el sistema de espionaje alemán y entregaba fondos a Duquesne que había recibido de Lilly Stein, su amiga cercana.
Vivió en la ciudad de Nueva York con Hans W. Ritter, una figura clave en el sistema de espionaje alemán. Su hermano, Nickolaus Ritter, era "Dr. Renken", quien había reclutado a Sebold como agente alemán. En 1940, Weustenfeld visitó a Hans Ritter en México, donde él actuaba como pagador para el Servicio de Inteligencia Alemán.
Después de declararse culpable, Else Weustenfeld fue condenada a cinco años de prisión por cargos de espionaje y a dos años concurrentes por violaciones a la ley de registro.

### Axel Wheeler-Hill
Axel Wheeler-Hill llegó a los Estados Unidos en 1923 desde su natal Letonia. Entre 1918 y 1922, había servido en el Freikorps del Báltico durante la guerra de Independencia de Letonia. Se naturalizó como ciudadano en 1929 y trabajaba como conductor de camiones.
Wheeler-Hill obtenía información para Alemania sobre barcos que partían del puerto de Nueva York hacia Gran Bretaña. Junto con Felix Jahnke, contó con la ayuda de Paul Scholz para construir un aparato de radio que enviaba mensajes codificados a Alemania.
Tras su condena, Wheeler-Hill fue sentenciado a cumplir 15 años de prisión por espionaje y 2 años concurrentes bajo la Ley de Registro.

### Takeo Ezima

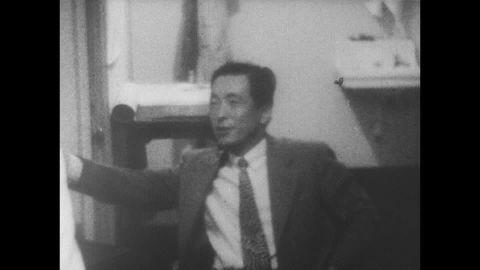
Takeo Ezima discutiendo documentos de inteligencia con el agente de la Abwehr Harry Sawyer (agente del FBI Sebold), 1941.

El teniente comandante Takeo Ezima de la Armada Imperial Japonesa operaba en Nueva York como inspector ingeniero utilizando el nombre E. Satoz; nombre código: KATO.
Llegó en el Heian Maru a Seattle en 1938. El 19 de octubre de 1940, Sebold recibió un mensaje de radio desde Alemania indicando que CARR (Agente de la Abwehr Roeder) se reuniría con E. Satoz en un club japonés en Nueva York.
Ezima fue filmado por el FBI mientras se reunía con el agente Sebold en Nueva York, evidencia concluyente de la cooperación germano-japonesa en espionaje, además de reunirse con Kanegoro Koike, Comandante Pagador de la Armada Imperial Japonesa asignado a la Oficina del Inspector Naval Japonés en Nueva York. Ezima obtuvo una serie de materiales militares de Duquesne, incluyendo municiones, un dibujo de una unidad hidráulica con interruptor de presión A-5 de Sperry Gyroscope, y un dibujo original de Lawrence Engineering and Research Corporation de una instalación de insonorización, y acordó entregar materiales a Alemania a través de Japón. Los británicos habían dificultado la ruta del mensajero Abwehr desde Nueva York a través de Lisboa, Portugal, así que Ezima organizó una ruta alternativa hacia la costa oeste con entregas cada dos semanas en cargueros con destino a Japón.
Cuando el FBI arrestó a Duquesne y sus agentes en Nueva York en 1941, Ezima escapó hacia la costa oeste, se embarcó en el carguero japonés Kamakura Maru y partió hacia Tokio. Un historiador afirma que Ezima fue arrestado por espionaje en 1942 y condenado a 15 años; sin embargo, documentos de Inteligencia Naval de EE. UU. indican que "a solicitud del Departamento de Estado, Ezima no fue procesado."

### Nikolaus Adolph Fritz Ritter
Oberstleutnant (Teniente coronel) Nikolaus Ritter lideró anillos de espionaje en los Estados Unidos, Gran Bretaña y el Norte de África de 1936 a 1941. Ritter nació en Alemania y sirvió como oficial en la Primera Guerra Mundial en el Frente Occidental en Francia, donde fue herido dos veces. Emigró a Nueva York en 1924, se casó con una estadounidense y regresó a Alemania en 1936 para unirse a la Abwehr como Jefe de Inteligencia Aérea con sede en Hamburgo operando bajo el nombre código: DR. RANTZAU.

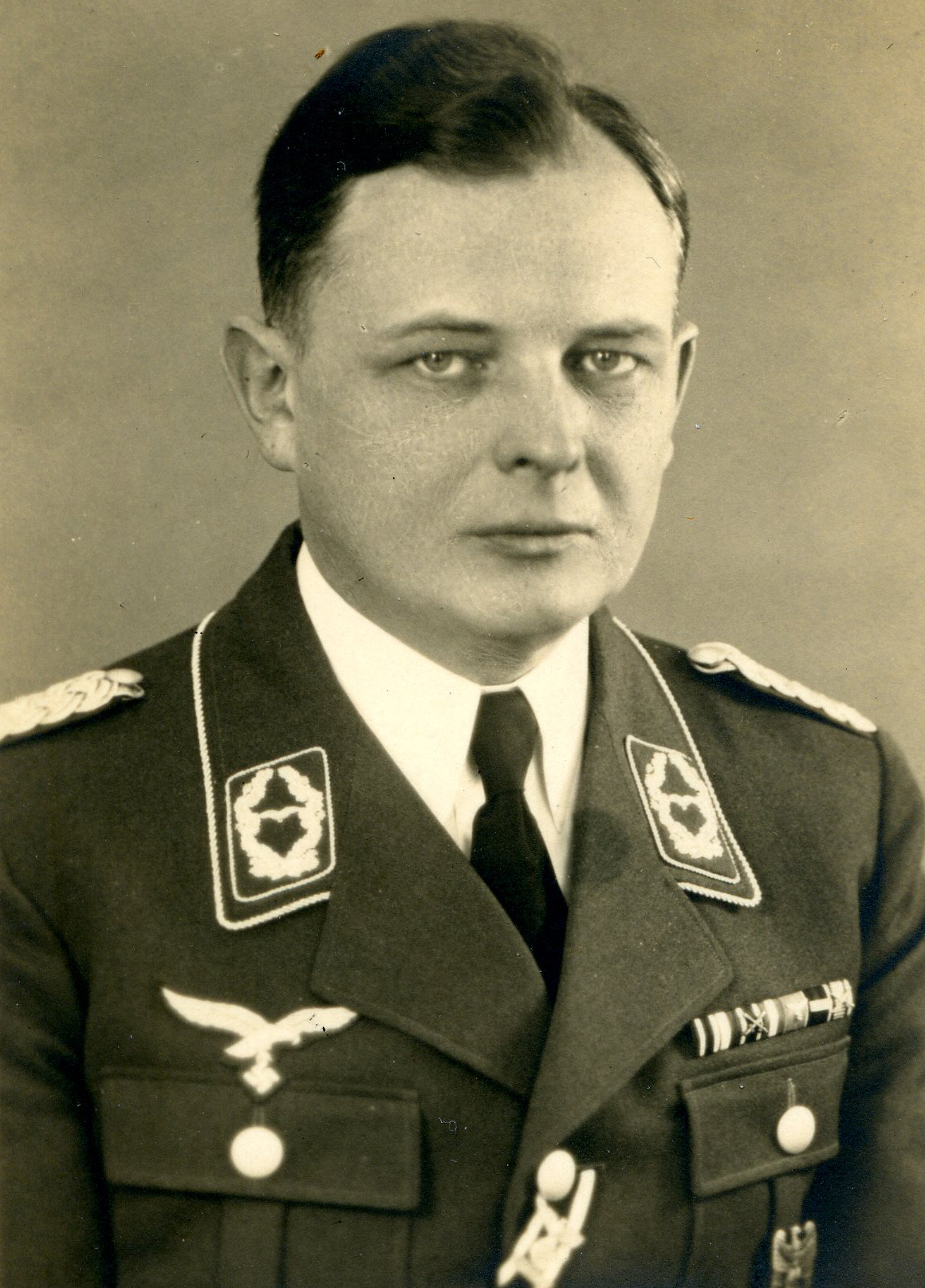
Nikolaus Ritter, 1940.

Se encontró por primera vez con Fritz Duquesne en 1931, y los dos espías se reencontraron en Nueva York el 3 de diciembre de 1937. Ritter también conoció a Herman Lang mientras estaba en Nueva York, y organizó para que Lang más tarde fuera a Alemania para ayudar a los nazis a terminar su versión del secreto bombardeo Norden. Ritter logró varios éxitos importantes con la Abwehr, especialmente el bombardeo Norden, además de un piloto automático avanzado para aeronaves de la Sperry Gyroscope Company, y también operaciones de inteligencia en el Norte de África en apoyo del Mariscal de Campo Erwin Rommel. Pero algunos de los reclutas de Ritter se convirtieron en agentes dobles que expusieron catastróficamente sus anillos de espionaje.
Ritter reclutó a William Sebold, quien luego se unió al FBI y resultó en el arresto de los 33 agentes Abwehr del Anillo de Espionaje de Duquesne. En Gran Bretaña, reclutó a Arthur Owens, con el nombre código JOHNNY, quien se convirtió en agente para MI5 (Inteligencia Británica) operando bajo el nombre código SNOW. Owens expuso tantos agentes encubiertos Abwehr operando en Gran Bretaña que al final de la guerra MI5 había reclutado unos 120 agentes dobles. Aunque Ritter nunca fue capturado, fue el arresto del Anillo de Espionaje de Duquesne lo que finalmente llevó a la caída de Ritter de la Abwehr y su reasignación en 1942 a defensas aéreas en Alemania por el resto de la Segunda Guerra Mundial.